# Michael Bryson
Michael Bryson (Sacramento, 30 settembre 1994) è un cestista statunitense.